# Blackfriars, Oxford

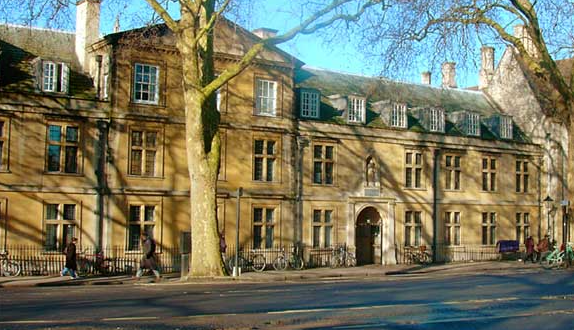
Blackfriars Hall

Blackfriars är en utbildningsinstitution, ett dominikankloster och en Permanent Private Hall vid Oxfords universitet i England. Den grundades ursprungligen 1221 av dominikanorden på instruktion av ordens grundare Sankt Dominicus, och är därmed en av de äldsta utbildningsinstitutionerna vid Oxfords universitet. Klostren i England upplöstes i samband med den engelska reformationen under Henrik VIII och först 1921 återbildades svartbrödraklostret på en ny plats i centrala Oxford. 1994 blev klostrets utbildningsverksamhet en Permanent Private Hall under Oxfords universitet, vilket bland annat innebär att studenterna tillhör universitetet men att dominikanorden är huvudman för organisationen.
Byggnaderna ligger på gatan St Giles' i innerstadens norra del.
Bland kända medlemmar av collegets lärarkår finns filosoferna Brian Davies och Roger Scruton, labourpolitikern John Battle, kompositören James MacMillan och dominikanernas tidigare ordensgeneral Timothy Radcliffe.